# Zürcher Sechstagerennen

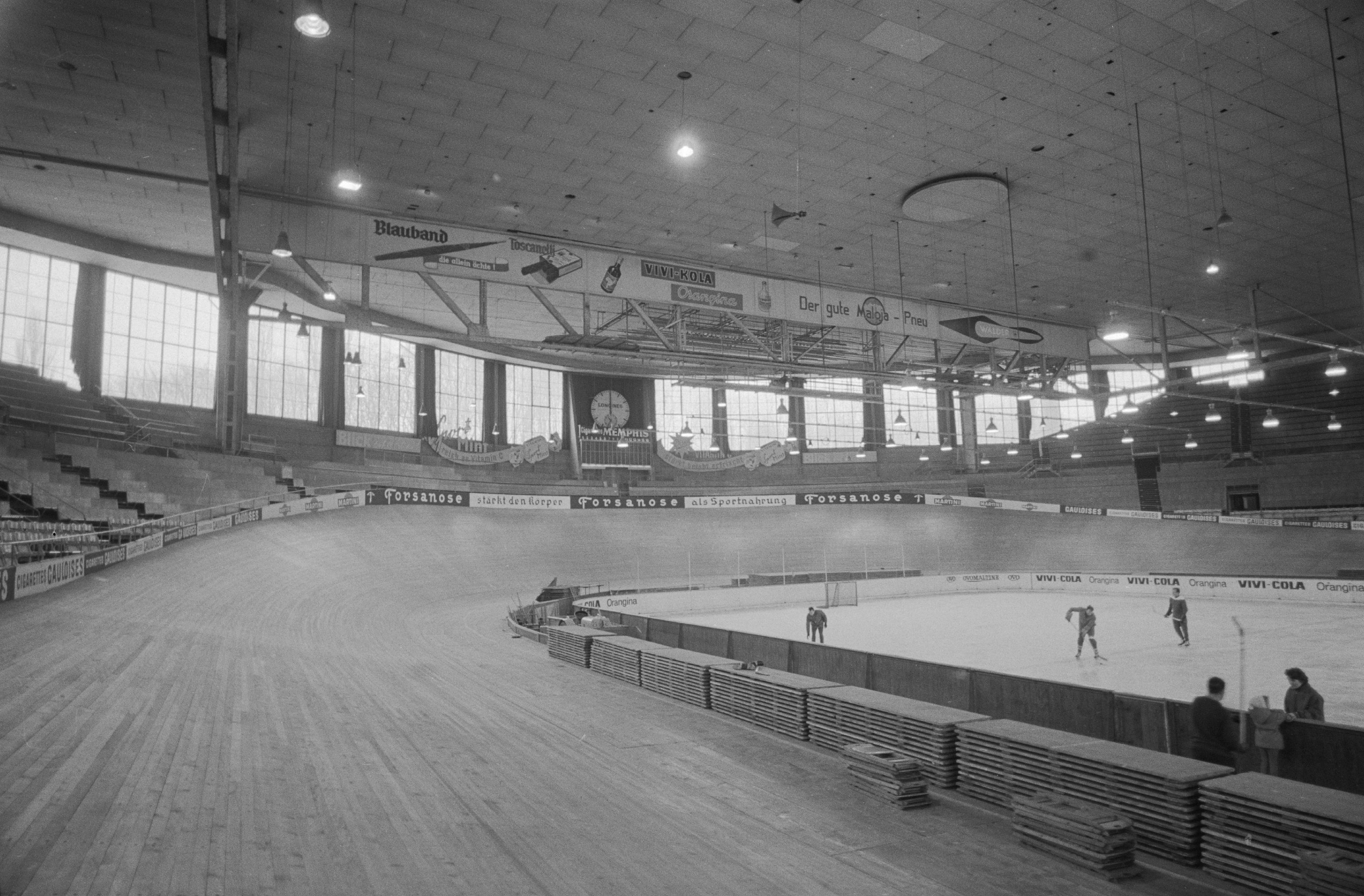
Hallenstadion Zürich Radrennbahn 1966

Das Zürcher Sechstagerennen war eine traditionelle Radsportveranstaltung in Zürich-Oerlikon, welche erstmals 1954 und zuletzt 2014 ausgetragen wurde.

## Organisation
Im extra dafür gebauten Hallenstadion wurden ab der Eröffnung 1939 Rennen veranstaltet, doch das erste Zürcher Sechstagerennen wurde erst 1954 durchgeführt. Die Bahn bestand aus Holz, welches wegen seiner hohen Qualität aus Kamerun importiert worden war.  Am 3. März 1954 gab die damals populäre Sängerin Lys Assia den Startschuss vor ausverkauftem Haus.
Es fand regelmässig bis 2001 statt, als es wegen Zuschauermangel und Finanzproblemen nicht mehr fortgeführt wurde. Ab 2004 wurde die Rennbahn in der Halle abgerissen, da sie bei den meisten Veranstaltungen des Hallenstadions nur im Weg stand.
2006 wurde es jedoch durch die Alt-Radsportler Max Hürzeler, Urs Freuler und den Organisator Ueli Gerber wieder neu lanciert. Traditionell fand das Sechstagerennen zwischen Mitte November und Mitte Dezember statt. In den Jahren 2006/07 und 2007/08 fand das Radrennen allerdings über den Jahreswechsel statt. Die Fahrer feierten Silvester in der Halle.

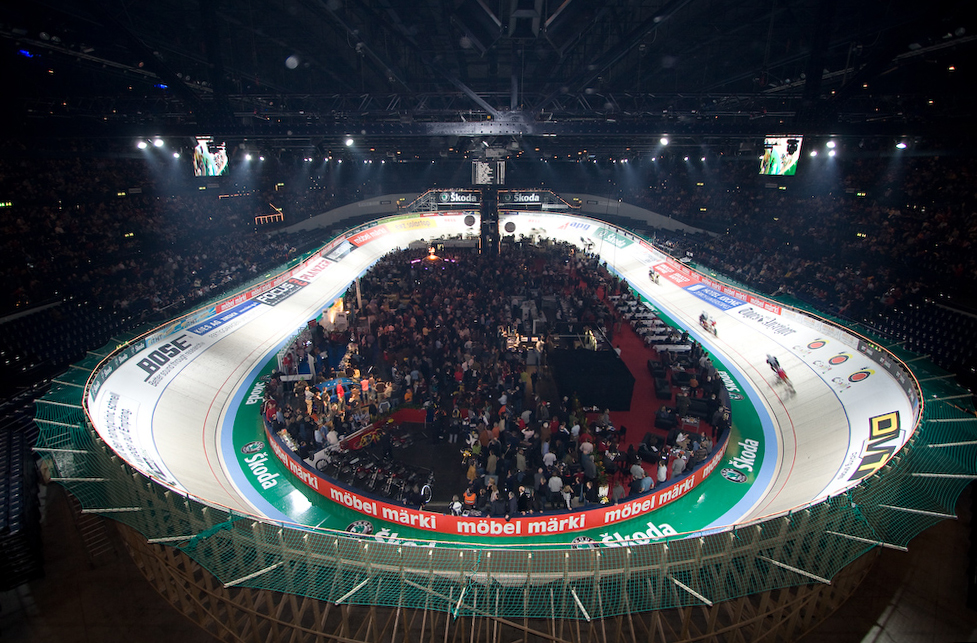
Zürcher Sechstagerennen, 2007

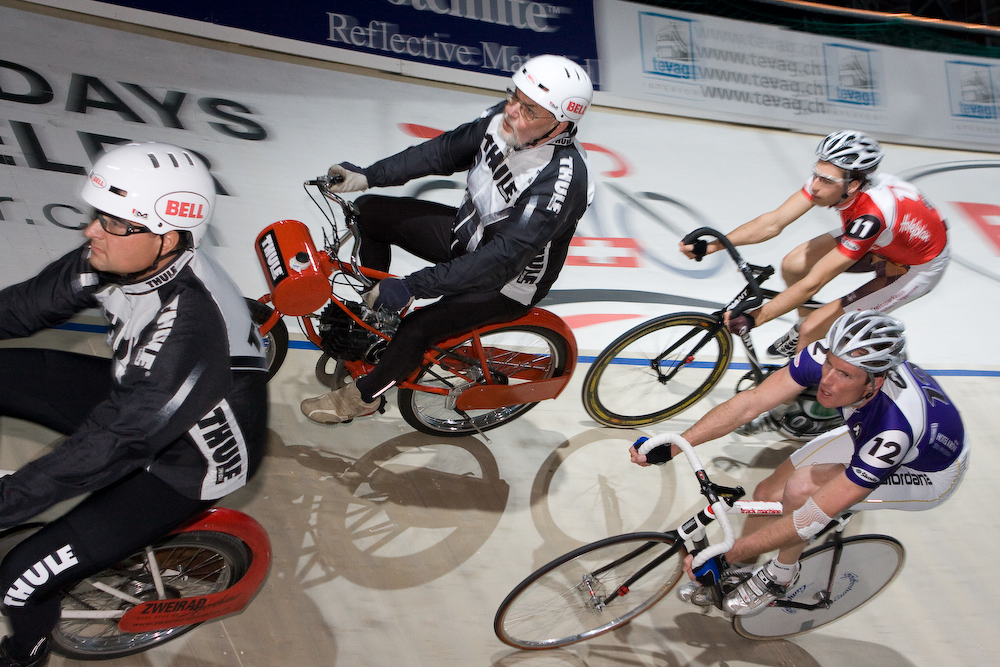
Grégory Rast in Zürich, 2007

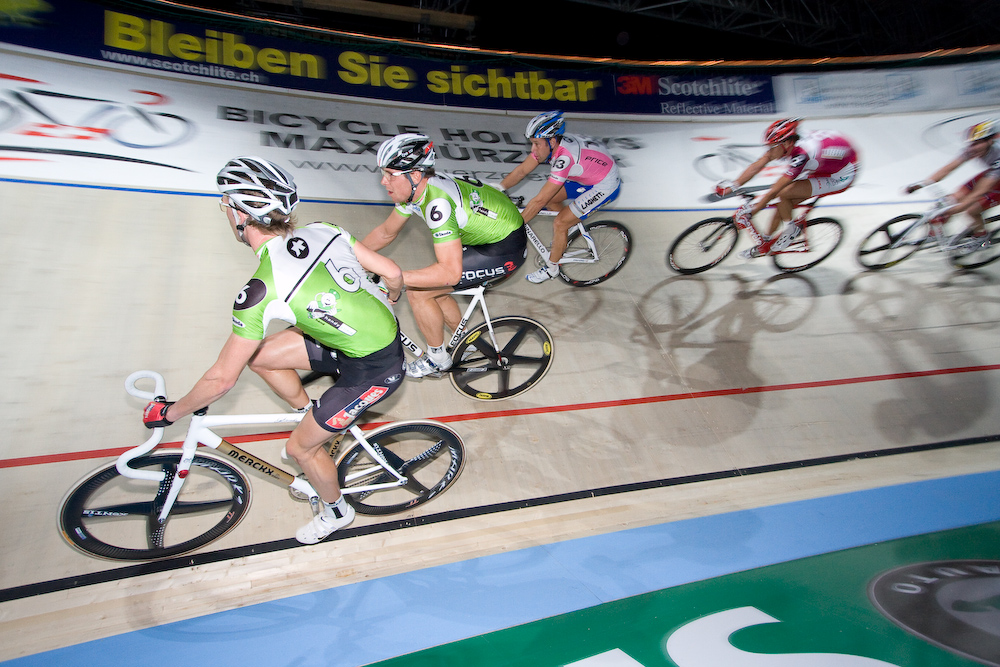
Iljo Keisse und Robert Bartko in Zürich, 2007

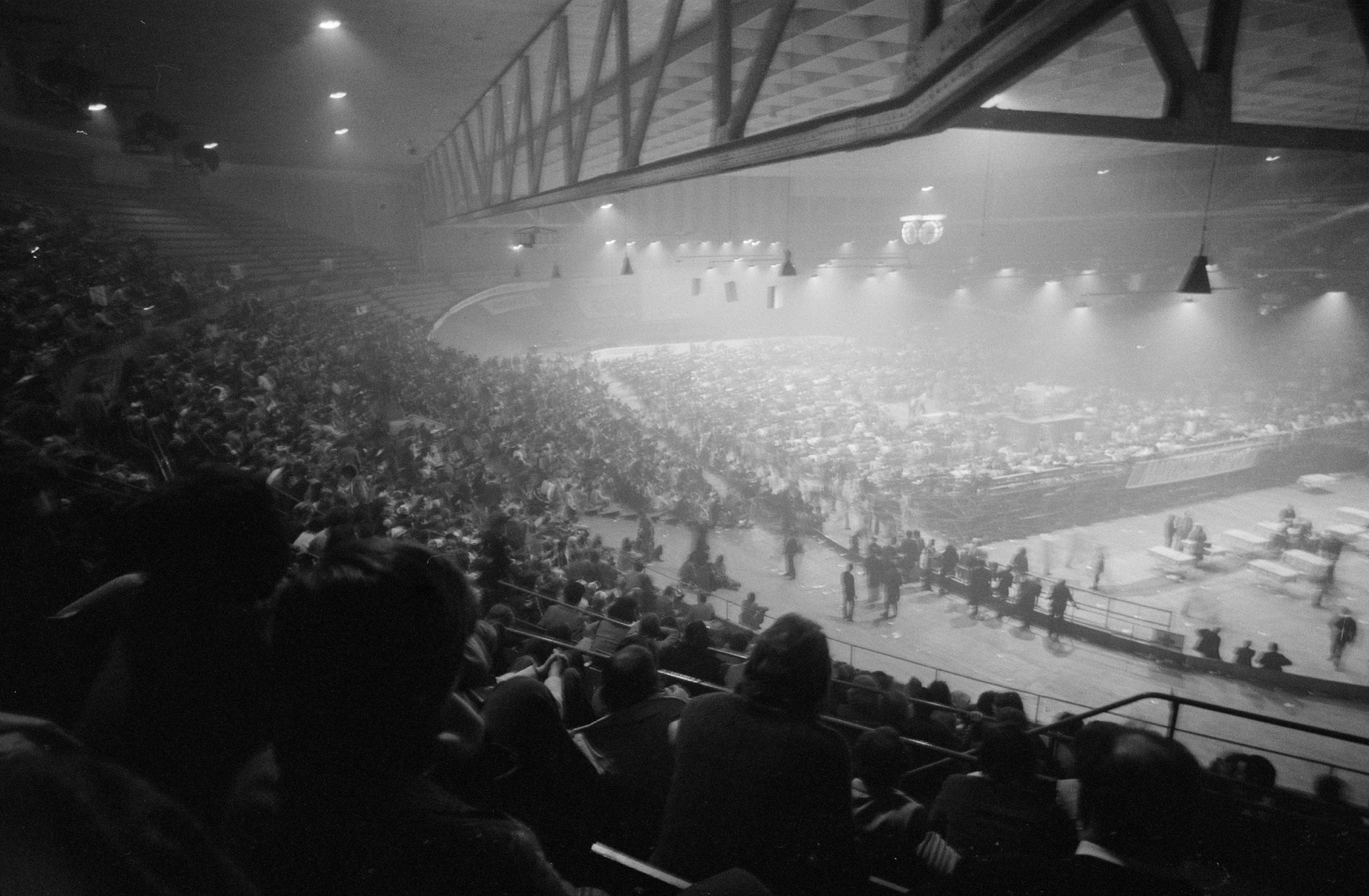
Im Hallenstadion bestand bis zum Abbruch der Rennbahn ein Raumproblem für Events, zudem waren die Zuschauer zu weit entfernt.

Neben den Profirennen wie Américaine, Zeitfahren, Ausscheidungsfahren und Steherrennen wurde ein umfangreiches Showprogramm geboten. Seit 2009 wurde die Ausstellung mit allen Neuheiten im Radsport attraktiv erweitert.
Rekordsieger beim Zürcher Sechstagerennen ist der Schweizer Bruno Risi mit elf Siegen, gefolgt von seinem langjährigen Partner Kurt Betschart und Fritz Pfenninger mit je sieben Siegen. Rekordteilnehmer mit 21 Starts ist der Berliner Klaus Bugdahl, gefolgt von Pfenninger mit 18 Starts.
Ab 2011 hiess die Veranstaltung Sixday-Nights Zürich, da sie nur noch an vier statt an sechs Abenden stattfand, jeweils von Mittwoch bis Samstag. Im Februar 2015 gaben die Veranstalter bekannt, dass die Austragung im Jahre 2014 die letzte gewesen sei, da die finanziellen Belastungen zu hoch geworden seien.

## Siegerliste
| 2014    | 58 | Mark Cavendish                                       | Iljo Keisse                                          |
| 2013    | 57 | Silvan Dillier                                       | Iljo Keisse                                          |
| 2012    | 56 | Kenny De Ketele                                      | Peter Schep                                          |
| 2011    | 55 | Iljo Keisse                                          | Franco Marvulli                                      |
| 2010    | 54 | Robert Bartko                                        | Danilo Hondo                                         |
| 2009    | 53 | Bruno Risi -11-                                      | Franco Marvulli                                      |
| 2008    | 52 | Bruno Risi -10-                                      | Danny Stam                                           |
| 2007/08 | 51 | Bruno Risi -9-                                       | Franco Marvulli                                      |
| 2006/07 | 50 | Bruno Risi -8-                                       | Franco Marvulli                                      |
| ...     |    | nicht stattgefunden                                  |                                                      |
| 2001    | 49 | Scott McGrory                                        | Matthew Gilmore                                      |
| 2000    | 48 | Bruno Risi -7-                                       | Kurt Betschart                                       |
| 1999    | 47 | Bruno Risi -6-                                       | Kurt Betschart                                       |
| 1998    | 46 | Bruno Risi -5-                                       | Kurt Betschart                                       |
| 1997    | 45 | Silvio Martinello                                    | Marco Villa                                          |
| 1996    | 44 | Bruno Risi -4-                                       | Kurt Betschart                                       |
| 1995    | 43 | Bruno Risi -3-                                       | Kurt Betschart                                       |
| 1994    | 42 | Urs Freuler -6-                                      | Carsten Wolf                                         |
| 1993    | 41 | Bruno Risi -2-                                       | Kurt Betschart                                       |
| 1992    | 40 | Bruno Risi                                           | Kurt Betschart                                       |
| 1991    | 39 | Werner Stutz                                         | Stephan Joho                                         |
| 1990    | 38 | Adriano Baffi -2-                                    | Pierangelo Bincoletto                                |
| 1989    | 37 | Adriano Baffi                                        | Pierangelo Bincoletto                                |
| 1988    | 36 | Daniel Gisiger                                       | Jörg Müller                                          |
| 1987    | 35 | Urs Freuler -5-                                      | Dietrich Thurau                                      |
| 1986    | 34 | Urs Freuler -4-                                      | Daniel Gisiger                                       |
| 1985    | 33 | René Pijnen -2-                                      | Gert Frank                                           |
| 1984    | 32 | Urs Freuler -3-                                      | Daniel Gisiger                                       |
| 1983    | 31 | Urs Freuler -2-                                      | Daniel Gisiger                                       |
| 1982    | 30 | Urs Freuler                                          | Robert Dill-Bundi                                    |
| 1981    | 29 | Dietrich Thurau                                      | Albert Fritz                                         |
| 1980    | 28 | Horst Schütz                                         | Roman Hermann                                        |
| 1979    | 27 | Patrick Sercu                                        | Albert Fritz                                         |
| 1978    | 26 | René Pijnen                                          | René Savary                                          |
| 1977    | 25 | Eddy Merckx                                          | Patrick Sercu                                        |
| 1976    | 24 | Wilfried Peffgen                                     | Albert Fritz                                         |
| 1975    | 23 | Patrick Sercu                                        | Günter Haritz                                        |
| 1974    | 22 | Klaus Bugdahl -5-                                    | Graeme Gilmore                                       |
| 1973    | 21 | Leo Duyndam                                          | Piet de Wit                                          |
| 1972    | 20 | Albert Fritz / Wilfried Peffgen / Graeme Gilmore     | Albert Fritz / Wilfried Peffgen / Graeme Gilmore     |
| 1971    | 19 | Klaus Bugdahl -4- / Dieter Kemper / Louis Pfenninger | Klaus Bugdahl -4- / Dieter Kemper / Louis Pfenninger |
| 1970    | 18 | Peter Post -4- / Fritz Pfenninger / Erich Spahn      | Peter Post -4- / Fritz Pfenninger / Erich Spahn      |
| 1969    | 17 | Klaus Bugdahl -3-                                    | Dieter Kemper                                        |
| 1968    | 16 | Klaus Bugdahl -2-                                    | Fritz Pfenninger                                     |
| 1967    | 15 | Palle Lykke                                          | Freddy Eugen                                         |
| 1966    | 14 | Rudi Altig                                           | Sigi Renz                                            |
| 1965    | 13 | Peter Post -3-                                       | Fritz Pfenninger                                     |
| 1964    | 12 | Peter Post -2-                                       | Fritz Pfenninger                                     |
| 1963    | 11 | Peter Post                                           | Fritz Pfenninger                                     |
| 1962    | 10 | Klaus Bugdahl                                        | Fritz Pfenninger                                     |
| 1961    | 9  | Rik Van Steenbergen -2-                              | Emile Severeyns                                      |
| 1960    | 8  | Kay Werner Nielsen                                   | Palle Lykke                                          |
| 1959 II | 7  | Walter Bucher                                        | Reginald Arnold                                      |
| 1959 I  | 6  | Rik Van Steenbergen                                  | Emile Severeyns                                      |
| 1958    | 5  | Jean Roth -2-                                        | Fritz Pfenninger                                     |
| 1957    | 4  | Gerrit Schulte -2-                                   | Armin von Büren                                      |
| 1956    | 3  | Gerrit Schulte                                       | Kay Werner Nielsen                                   |
| 1955    | 2  | Jean Roth                                            | Walter Bucher                                        |
| 1954    | 1  | Hugo Koblet                                          | Armin von Büren                                      |